# エンジー
エンジー（仏: Engie S.A.）は、フランスに基盤を置く電気事業者・ガス事業者で、世界約70カ国に拠点を持ち、電力・ガスの供給で世界2位の売上高を持つ。2008年7月22日、フランスガス公社 (GDF)と旧スエズの合併により、GDFスエズの社名で成立した。GDFスエズはスエズから分離して設立されたスエズ・エンバイロメント（現スエズ）の株式を約35%保有していた。2015年4月24日に現在の社名への変更を発表した。エンジーはユーロネクスト・パリに上場しており、CAC 40の構成銘柄である。

## 歴史
2006年2月25日、ド・ヴィルパン首相が、世界最大の天然ガス供給事業者を作ることを目的に、GDFとスエズの合併を発表した。
フランス政府はGDFの発行済株式数を80%以上保有していたため、2社の合併のためには法律を改正する必要があった。サルコジ大統領はド・ヴィルパンの2社合併案に最初は反対していたものの、イタリアの電力会社エネルの買収から逃れるために、最終的にド・ヴィルパン案を受け入れた。GDFとスエズの合併案は合併案提示以前の3年間、電力料金引き上げを抑えていたため、合併されると電力料金を引き上げかねないと理由で極左政党から、また、左翼ド・ゴール主義者や 労働組合からは合併の経緯が不透明だと非難された。
2006年12月7日、法案No.2006-1537:GDF民営化法案が承認され、2007年9月3日には、2社が、GDF株21株とスエズ株22株の株式交換の形で、合併に至った旨を発表した。
欧州委員会が提示する条件を満たすために、GDFはベルギーの電力会社であるSociété productrice d'électricité_(SPE)の発行済株式数約25%・515百万ユーロを、第一先買権を発動する—つまり、フランス電力公社がSPEの株式を購入するのを防ぐ—権利付きでSPEの株主であるセントリカに売却した。 一方、スエズは保有していたベルギーの天然ガス事業者のFluxysの株式をイギリスのファンドEcofinに、DistrigazをイタリアのEniに売却することとなった。
GDFスエズは2008年7月22日に発足した。フランス政府の株式保有割合は約80%から35%にまで減少、水道事業をスエズ・エンバイロメント（現スエズ）として分社化することとなった。
2009年7月、欧州委員会はGDFスエズとE.ONの2社に対し、MEGAL pipelineに関する取り決めに対し、それぞれ553百万ユーロの制裁金を課した。553百万ユーロの金額は欧州委員会が下した金額として2番目の大きさ、エネルギー業界に対しては最大の金額となった。MEGAL pipelineに関する取り決めとはE.ONが2003年に買収したルールガス（Ruhrgas）とGDFが1975年に互いの市場に参入しないということであり、この取り決めは2005年に破棄されていたものだった。

## 事業領域

### 電力事業

#### フランス
前身であるスエズ、Compagnie nationale du Rhône (CNR)、Electrabel、 Société Hydro Electrique du Midi (SHEM)に対する補助金により、GDFスエズ時代に、フランスにおいて、フランス電力公社に次ぐ電力事業者となった。発電量の約70%は、水力発電、風力発電といった再生可能エネルギーである。とりわけ、風力発電は2007年から2008年にかけて、GDFスエズが積極的に攻勢に出ており、La Compagnie du Vent、Nass & Wind、Ereliaといった企業を買収していった。
エンジーは天然ガスによる火力発電所をダンケルクに保有しているが、2013年までに10ギガワットの発電量を目標に、フォス＝シュル＝メール、Montoir-de-Bretagne、サン＝ブリユーなどに天然ガスによる火力発電所を建設している。また、Curbansには太陽光発電のプロジェクトがある。

#### フランス以外
エンジーはフランス以外の国々にも電力事業を展開している。オランダ、ベルギーの二国には欧州第5位の電力事業者であるElectrabel 、ブラジルにはTractebel Energia 、タイにはGlow Energy 、北米、ラテンアメリカにはSuez International Unitを通して電力事業を展開している。エンジーは火力、水力、風力、原子力、コジェネレーション、バイオマス発電といった様々なタイプの発電所がある。

### 天然ガス事業

#### フランス
フランスでは以下のように事業を展開している。
- Dolcevita：消費者向け
- Provalys：中小企業向け
- Energies Communes：政府、地方公共団体向け
- Energy：大企業向け
- Cegibat：建設業者向け

### 子会社、関連会社
- Electrabel：電力（ベルギー最大の電力事業者）
- Cofely Ltd.：施設整備、サービス
- ELIA：ベルギーのガス供給事業（Electrabelを通して株式の24.3%を保有）
- Fluxys：ベルギーのガス供給事業（株式の45%を保有）
- GRTgaz：フランスのガス供給事業（100%子会社）
- Tractebel Engineering：エンジニアンリングのコンサルティング
- スエズ：水道事業（株式の35%を保有）
- インターナショナル・パワー：イギリスの大手電力会社（株式の70%を保有）